# Splot podbrzuszny dolny
Splot podbrzuszny dolny, splot miedniczny (łac. plexus hypogastricus inferior, plexus pelvinus) – w anatomii człowieka splot autonomiczny leżący na dnie miednicy mniejszej, po obu stronach odbytnicy i pęcherza moczowego. Oddaje gałęzie do przedniej i tylnej ściany macicy i gałęzie łączące do splotu jajnikowego. Oddaje też nerwy pochwowe i nerwy jamiste łechtaczki.
Do splotu dochodzą włókna współczulne przedzwojowe (nerw trzewny krzyżowy i nerw podbrzuszny), włókna przywspółczulne przedzwojowe (gałęzie przednie nerwów rdzeniowych S2–S4) i włókna czuciowe (towarzyszą włóknom autonomicznym).
Sploty wtórne:
- u obu płci
  - splot odbytniczy środkowy
  - splot odbytniczy dolny
  - splot pęcherzowy
- u płci męskiej
  - splot sterczowy
  - splot nasieniowodowy
  - sploty jamiste prącia
- u płci żeńskiej
  - splot maciczno-pochwowy
  - sploty jamiste łechtaczki

Zakres unerwienia:
- 1/3 lewa okrężnicy poprzecznej
- okrężnica zstępująca
- okrężnica esowata
- odbytnica
- pęcherz moczowy
- miednicze części moczowodów
- cewka moczowa
- mięśniówka gładka i gruczoły narządów płciowych zewnętrznych